# Unión Matemática Internacional
La Unión Matemática Internacional (IMU, por sus siglas en inglés) y fundada en 1920 es una  organización internacional no gubernamental cuyo propósito es fomentar la cooperación internacional en matemática.  Sus miembros son organizaciones nacionales matemáticas de 77 países. Su misión es estimular la colaboración internacional en todas las áreas de la matemática. 
En febrero de 2011 la Unión Matemática Internacional (UMI) inauguró la primera sede permanente en sus más de 100 años de historia, en Berlín, y está alojado en el Instituto Weierstrass de Análisis Aplicado y Estocástico (WIAS), un instituto de la Comunidad Científica Gottfried Wilhelm Leibniz, con cerca de 120 científicos dedicados a la investigación matemática aplicada a problemas complejos en la industria y el comercio.
Los objetivos de la Unión Matemática Internacional son: promover la cooperación internacional en matemáticas, apoyar y asistir al Congreso Internacional de Matemáticos y otras reuniones/conferencias científicas internacionales, reconocer las contribuciones destacadas de la investigación en matemáticas mediante la concesión de premios científicos, y fomentar y apoyar otras actividades matemáticas internacionales, consideradas susceptibles de contribuir al desarrollo de la ciencia matemática en cualquiera de sus aspectos, ya sea pura, aplicada o educativa.

## Historia
La UMI fue fundada en su primera forma durante el Congreso de Matemáticos, que tuvo lugar en Estrasburgo del 22 al 30 de septiembre de 1920.
La IMU se creó en 1920, pero se disolvió en septiembre de 1932 y se restableció en 1950 en la Convención Constitutiva de Nueva York, de iure el 10 de septiembre de 1951, cuando diez países se habían convertido en miembros. El último hito fue la Asamblea General de marzo de 1952, en Roma (Italia), donde se inauguraron las actividades de la nueva IMU y se eligieron el primer comité ejecutivo, el presidente y varias comisiones. En 1952, la IMU también fue readmitida en el ICSU. El anterior presidente de la Unión es Carlos Kenig (2019-2022). El actual presidente es Hiraku Nakajima.
Inicialmente, la internacionalidad de la sociedad se vio ensombrecida en gran medida por el intento, especialmente de Francia después de la Primera Guerra Mundial, de excluir a los matemáticos alemanes y austríacos de la UMI y del Congreso Internacional de Matemáticos (ICM). Mención especial hizo con ello Émile Picard, de 1919 a 1936 Presidente del Consejo Internacional de Investigaciones, surgido de la UMI, y de 1929 a 1931 presidente honorario de la IMU. Por ejemplo, Dinamarca se negó a unirse a la UMI a instancias de Harald Bohr.
En la 16ª reunión de la Asamblea General de la IMU, celebrada en Bangalore, India, en agosto de 2010, se eligió Berlín como sede de la oficina permanente de la IMU, que se inauguró el 1 de enero de 2011, y está alojada en el Instituto Weierstrass de Análisis Aplicado y Estocástica (WIAS), un instituto de la Comunidad Científica Gottfried Wilhelm Leibniz, con unos 120 científicos dedicados a la investigación matemática aplicada a problemas complejos de la industria y el comercio..
No fue hasta 1928 que Salvatore Pincherle logró superar estas tendencias nacionalistas en el ICM de Bolonia, que él mismo organizó, pero no en la propia UMI. El factor decisivo fue la actitud negativa hacia la actitud francesa de los matemáticos británicos ( Godfrey Harold Hardy ) y estadounidenses. Debido a esta disputa, la UMI dejó de existir en 1932 y se disolvió oficialmente en 1936 (a pesar de los esfuerzos de su último presidente, William Henry Youngpara salvarlos) y solo se restableció después de la Segunda Guerra Mundial (1951). La primera conferencia tuvo lugar en Roma en 1952. Los errores de la época posterior a la Primera Guerra Mundial no se repitieron, también porque los estadounidenses ahora marcaron la pauta, especialmente Marshall Stone, que organizó el primer ICM en 1950 en Harvard. La exclusión de estados ya no era posible según los nuevos estatutos, que se aprobaron en Nueva York en 1950. Los matemáticos franceses también adoptaron una postura diferente en ese momento, especialmente Henri Cartan, quien estableció estrechos vínculos con los matemáticos alemanes (especialmente Heinrich Behnke en Münster) inmediatamente después de la Segunda Guerra Mundial.
Surgieron nuevos problemas del conflicto Este-Oeste y otros conflictos como entre la República Popular China y Taiwán. En 1982, la ICM en Varsovia se pospuso durante un año debido a la ley marcial que se impuso. Debido a la política de viajes restrictiva de la Unión Soviética (por ejemplo, para los matemáticos judíos), hubo varios conflictos con representantes estadounidenses en la UMI, por ejemplo en la década de 1970 entre Lev Pontryagin y Nathan Jacobson (ambos vicepresidentes de la UMI).
Berlín fue elegida como sede en 2010, en el Instituto Weierstrass de Análisis Aplicado y Estocástica. Anteriormente, la sede se trasladó con el secretario general electo de un país a otro.

## Comisiones y comités
La IMU mantiene una estrecha relación con la educación matemática a través de su Comisión Internacional de Instrucción Matemática (ICMI). Esta comisión está organizada de forma similar a la IMU, con su propio Comité Ejecutivo y Asamblea General.
Los países en desarrollo son una gran prioridad para la IMU y un porcentaje significativo de su presupuesto, incluidas las subvenciones recibidas de particulares, sociedades matemáticas, fundaciones y organismos de financiación, se destina a actividades para los países en desarrollo. Desde 2011, estas actividades están coordinadas por la Comisión para los Países en Desarrollo (CDC).
El Committee for Women in Mathematics (CWM) se ocupa de cuestiones relacionadas con las mujeres en las matemáticas en todo el mundo. Organiza el World Meeting for Women in Mathematics {\textstyle ((\mathrm {WM} )^{2})} como evento satélite de la ICM.
La Comisión Internacional de la Historia de las Matemáticas (ICHM) está gestionada conjuntamente por la IMU y la División de Historia de la Ciencia (DHS) de la Unión Internacional de Historia y Filosofía de la Ciencia (IUHPS).
El Comité de Información y Comunicación Electrónicas (CEIC) asesora a la IMU en asuntos relacionados con la información, la comunicación y la publicación matemáticas.

## Miembros y Asamblea General
Los miembros de la IMU son los Países Miembros y cada país Miembro está representado a través de una Organización Adherida, que puede ser su principal academia, una sociedad matemática, su consejo de investigación o alguna otra institución o asociación de instituciones, o una agencia apropiada de su gobierno. Un país que esté empezando a desarrollar su cultura matemática y esté interesado en establecer vínculos con matemáticos de todo el mundo está invitado a unirse a la IMU como Miembro Asociado. Con el fin de facilitar actividades patrocinadas conjuntamente y perseguir conjuntamente los objetivos de la IMU, las sociedades matemáticas multinacionales y las sociedades profesionales pueden unirse a la IMU como Miembro Afiliado. Cada cuatro años, los miembros de la IMU se reúnen en una Asamblea General (AG), compuesta por delegados designados por las Organizaciones Adheridas, junto con los miembros del comité ejecutivo. En la AG se toman todas las decisiones importantes, incluida la elección de los cargos directivos, la creación de comisiones, la aprobación del presupuesto y cualquier modificación de los estatutos y reglamentos.

## Premios
La UMI es miembro del Consejo Internacional para la Ciencia (ICSU), las distinciones otorgadas se consideran las más altas en matemáticas: la Medalla Fields (dos a cuatro medallas desde 1936), el Premio Nevanlinna (desde 1986), el premio Premio Carl Friedrich Gauss (desde 2006) y la Medalla Chern (desde 2010).

## Participación de la UMI en los países en desarrollo
La UMI dio sus primeros pasos organizados hacia la promoción de las matemáticas en los países en desarrollo a principios de la década de 1970 y, desde entonces, ha apoyado diversas actividades. En 2010, UMI formó la Comisión para los Países en Desarrollo (CDC) que reúne todas las iniciativas pasadas y actuales en apoyo de las matemáticas y los matemáticos en el mundo en desarrollo.
Algunas iniciativas respaldadas por UMI:
- Programa de subvenciones para matemáticos: La Comisión para los países en desarrollo apoya viajes de investigación de matemáticos con base en países en desarrollo, así como conferencias de investigación matemática en el mundo en desarrollo a través de su Programa de subvenciones, que está abierto a matemáticos de todo el mundo en desarrollo, incluidos los países que aún no lo están. ) miembros de la UMI.[8]
- African Mathematics Millennium Science Initiative (AMMSI) es una red de centros de matemáticas en el África subsahariana que organiza conferencias y talleres, conferencias invitadas y un extenso programa de becas para estudiantes graduados de matemáticas que realizan trabajos de doctorado en el continente africano.
- Tutoría de la investigación africana en matemáticas (MARM): IMU apoyó a la London Mathematical Society (LMS) en la fundación del programa MARM, que apoya las matemáticas y su enseñanza en los países del África subsahariana a través de una asociación de tutoría entre matemáticos del Reino Unido y africanos. colegas, junto con sus estudiantes. Se centra en cultivar relaciones de tutoría a largo plazo entre matemáticos y estudiantes individuales.
- El Programa de Conferencistas Voluntarios (VLP) de UMI identifica matemáticos interesados en contribuir a la formación de jóvenes matemáticos en el mundo en desarrollo. El Programa de Conferencistas Voluntarios mantiene una base de datos de voluntarios matemáticos dispuestos a ofrecer cursos intensivos de un mes a nivel avanzado de pregrado o posgrado en programas de grado en universidades del mundo en desarrollo. La UMI también busca solicitudes de universidades y programas de licenciatura en matemáticas en el mundo en desarrollo que necesitan profesores voluntarios y que pueden proporcionar las condiciones necesarias para una colaboración productiva en la enseñanza de matemáticas avanzadas.
- La UMI también apoya a la Comisión Internacional de Instrucción Matemática (ICMI) con sus programas, exhibiciones y talleres en países emergentes, especialmente en Asia y África.

La UMI publicó un informe en 2008, Matemáticas en África: desafíos y oportunidades, sobre el estado actual de las matemáticas en África y sobre oportunidades para nuevas iniciativas para apoyar el desarrollo matemático. En 2014, la Comisión de Países en Desarrollo de la IMU, CDC, publicó una actualización del informe.
Adicionalmente, se publicaron reportajes sobre Matemáticas en América Latina y el Caribe y Sudeste Asiático.

## Presidentes
- 1952–1954: Marshall Harvey Stone
- 1955–1958: Heinz Hopf
- 1959–1962: Rolf Nevanlinna
- 1963–1966: Georges de Rham
- 1967–1970: Henri Cartan
- 1971–1974: K. Chandrasekharan
- 1975–1978: Deane Montgomery
- 1979–1982: Lennart Carleson
- 1983–1986: Jürgen Moser
- 1987–1990: Ludwig Faddejew
- 1991–1994: Jacques-Louis Lions
- 1995–1998: David Mumford
- 1999–2002: Jacob Palis
- 2003–2006: John M. Ball
- 2007–2010: László Lovász
- 2011–2014: Ingrid Daubechies
- 2015–2018: Shigefumi Mori
- 2019–2022: Carlos Kenig
- 2023–0000: Hiraku Nakajima

## Organización y Comité Ejecutivo
La Unión Matemática Internacional está administrada por un Comité Ejecutivo (CE) que dirige los asuntos de la Unión. El CE está compuesto por el presidente, dos vicepresidentes, el secretario, seis miembros generales, todos ellos elegidos por un mandato de cuatro años, y el expresidente. El CE es responsable de todas las cuestiones políticas y de tareas como la elección de los miembros del Comité del Programa de la ICM y de diversos comités de premios.

## Publicaciones
Cada dos meses, la IMU publica un boletín electrónico, IMU-Net, cuyo objetivo es mejorar la comunicación entre la IMU y la comunidad matemática mundial, informando sobre las decisiones y recomendaciones de la Unión, los principales acontecimientos y desarrollos matemáticos internacionales y otros temas de interés matemático general. Los Boletines IMU se publican anualmente con el objetivo de informar a los miembros de la IMU sobre las actividades actuales de la Unión. En 2009, la IMU publicó el documento Best Current Practices for Journals.

## Simposio MENAO en la ICM
En 2014, la IMU celebró un simposio de un día de duración antes de la inauguración del Congreso Internacional de Matemáticos (ICM), titulado Mathematics in Emerging Nations: Logros y oportunidades (MENAO). Asistieron a esta sesión unos 260 participantes de todo el mundo, entre ellos representantes de embajadas, instituciones científicas, empresas privadas y fundaciones. Los asistentes escucharon historias inspiradoras de matemáticos individuales y de naciones en desarrollo concretas.